# Märe (Berg)
Die Märe ist ein Berg in den Berner Voralpen nördlich des Simmentals und nordwestlich der Gemeinde Oberwil mit einer Höhe von 2091 m ü. M.
Über den Gipfel der Märe verläuft die Kantonsgrenze der Kantone Bern (Gemeinden Guggisberg und Oberwil im Simmental) und Freiburg (Gemeinde Plaffeien). Benachbarte Berge der Märe sind die Schibe im Osten und der bereits zu den Freiburger Voralpen gehörende Schafharnisch (2110 m) im Süden. Der Chänelpass zwischen Märe im Norden und Schafharnisch im Süden stellt die Grenze zwischen den Berner- und den Freiburger Voralpen dar.

## Geographie
Die Märe ist der westlichste Berg einer von West nach Ost verlaufenden Bergkette nördlich von Oberwil im Simmental mit den vier Hauptgipfeln Märe, Schibe (2151 m; Schartenhöhe 268 m), Widdersgrind (2103 m; Schartenhöhe 219 m nach Norden zum Sattel Grencheggalm) und Hömädli (2021 m; Schartenhöhe 168 m). Diese Bergkette schliesst im Südwesten die Gebirgsgruppe der Berner Voralpen nördlich des Simmentals um Stockhorn, Gantrisch und Ochse ab: der im Süden der Märe gelegene Chänelpass trennt die Berner Voralpen von den südwestlich liegenden Freiburger Voralpen.
Die Märe sendet nach Norden und nach Süden zwei ausgesprochen lange Grate aus. Während der Südgrat zum Chänelpass keinen gesonderten Namen besitzt, trägt der Nordgrat, der zunächst steil annähernd 350 Höhenmeter abfällt und dann, moderat ansteigend, nach Nordosten schwenkt, in diesem nördlichsten Abschnitt den Namen Wannelsgrat (1798 m; Schartenhöhe ca. 48 m). Im Gegensatz dazu ist der Südostgrat zum Sattel zwischen Märe und Schibe vergleichsweise kurz

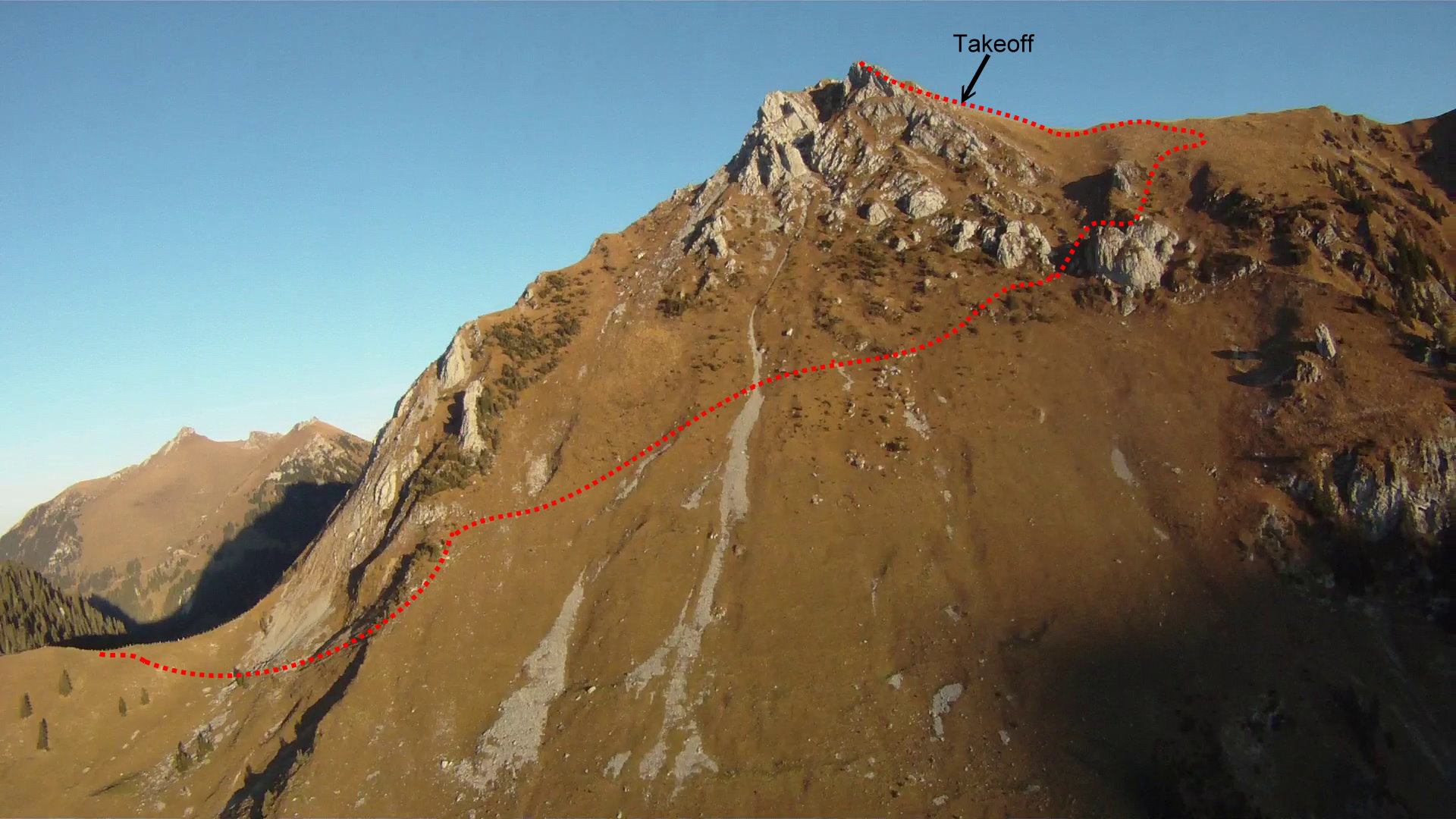
Westhang mit Weg und Gleitschirmstart- möglichkeit
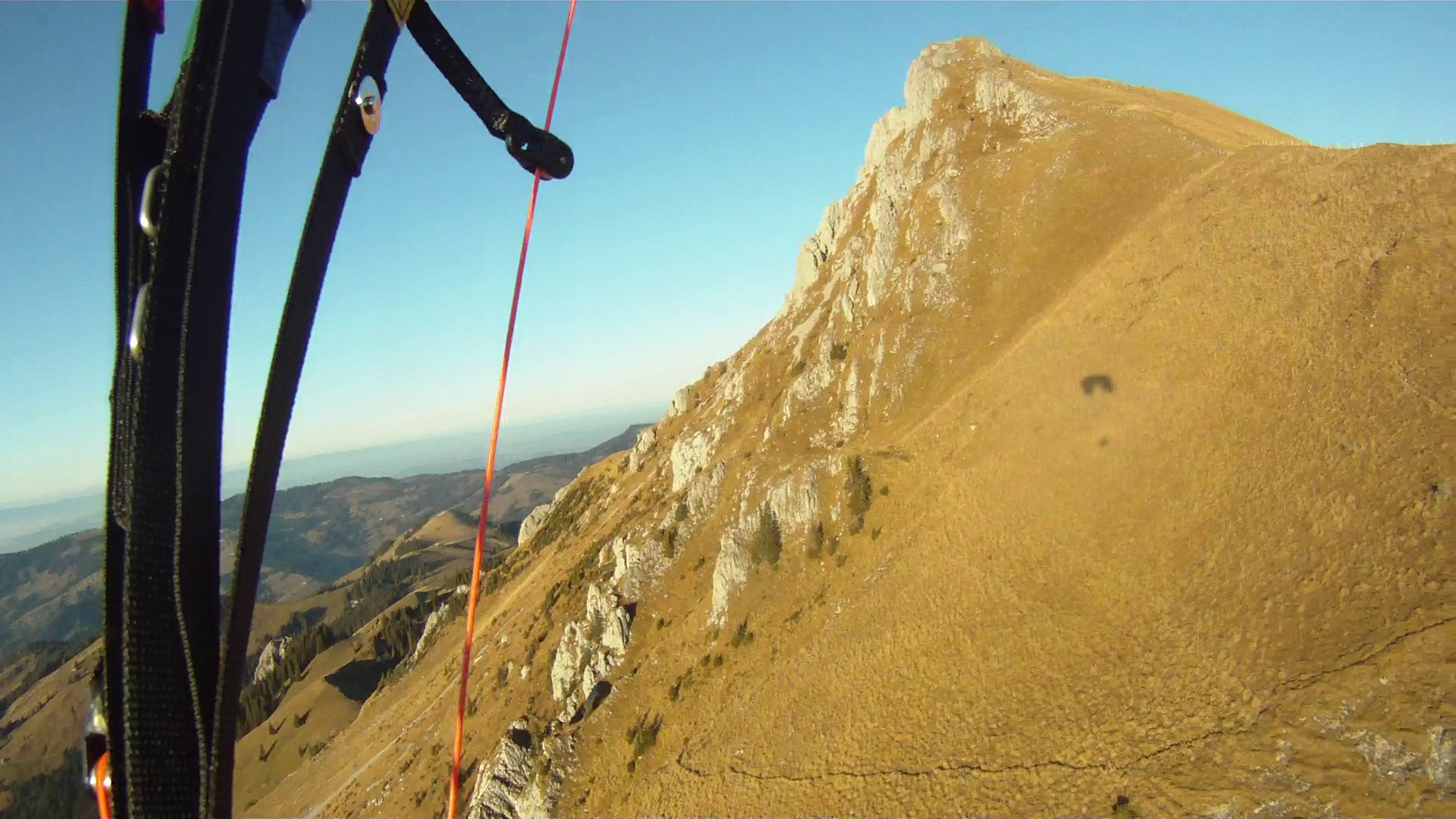
Vom Gleitschirm aus